# Siphona grandistylum
Siphona grandistylum là một loài ruồi trong họ Tachinidae.